# یوهان برک گومنسون
یوهان برک گومنسون (ایسلندی: Jóhann Berg Guðmundsson؛ زادهٔ ۲۷ اکتبر ۱۹۹۰) بازیکن فوتبال اهل ایسلند است.

## باشگاهی
از باشگاه‌هایی که در آن بازی کرده‌است می‌توان به بریدابلیک، آزد آلکمار، چارلتون اتلتیک و برنلی اشاره کرد.

## تیم ملی
وی همچنین در تیم ملی فوتبال ایسلند بازی کرده‌است.